# Hrabová (okres Šumperk)
Obec Hrabová (německy Raabe) se nachází 7 km jihovýchodně od Zábřehu v okrese Šumperk. Žije zde 698 obyvatel.

## Název
Přídavné jméno hrabová (tj. stráň, louka, ves apod.) bylo odvozeno od obecného hrab - "habr". Německé jméno Ra(a)be vzniklo z českého vynecháním počátečního H- (a přikloněním k Rabe - "havran").

## Historie
První písemná zmínka o obci pochází z roku 1343. Moravský markrabě Karel (pozdější císař Karel IV.) toho roku udělil panství Úsov Jaroslavovi a Albrechtovi ze Šternberka a Hrabová je uváděna jako jeho součást.
Roku 1371 bylo panství Úsov jakož i země Morava rozděleny mezi moravská markrabata Prokopa a Jošta. Obec Hrabová patřila do statků prvně jmenovaného. Bratři však vedli o zemi ozbrojené střety, které vešly do dějin jako markraběcí války. Prokop i Jošt posílal na území svého soka plenit najaté loupeživé tlupy. Toto těžké období země skončilo až smrtí Prokopa roku 1405, kdy se celá Morava i s panstvím Úsov opět sjednotila a dostala pod správu známého Jošta Moravského. Z markraběcích válek vytěžilo několik šlechtických rodů. Vítězný Jošt tituly i statky odměňoval své věrné. Jedním z takových byl i rod Tunklů, který se stal vlastníkem hradu Brníčko a panství Zábřeh. Obec Hrabová je od této doby uváděna jakou součást zábřežského dominia. V průběhu druhé poloviny 15. století se tak i Hrabová dostává do majetku Tunklů. Roku 1494 markrabě Vladislav toto vlastnictví potvrzoval, z čehož je zřejmé, že k jeho nabytí muselo dojít dřív. Tunklové měli pro region velký vliv. Od Postřelmova až po Třeštinu vybudovali velkou síť rybníků, z nichž jeden byl i v Hrabové a menší v nedalekém Vitošově. Poddaní touto aktivitou vlastníka poměrně trpěli. Jednak záborem zemědělské půdy a jednak fyzicky náročnou prací v robotě při stavění hrází. Stopy této činnosti jsou v krajině dodnes čitelné. Tunklové byli navíc známi drsným zacházením a vznikla proti nim nejedna vzpoura. Dostali se tak i do lidové pověsti o šlechtici zapřaženém do pluhu, orajícím na hrázi brázdu, jenž je bičován ohnivými pruty.
Roku 1510 panství Zábřeh Tunklové prodávají a přes několik dočasných držitelů se dostalo k Ladislavovi Velenovi ze Žerotína. Ten o něj po roce 1620 přišel. Co by politický a vojenský vůdce moravských vzbouřenců, musel po vítězství Habsburků zemi opustit. Panství Zábřeh včetně obce Hrabová se pak dostalo do rukou Lichtensteinů, kteří jej drželi až do první pozemkové reformy roku 1921.
Roku 1837 byla v Hrabové uvedena do provozu škola.
Ve správní reformě roku 1848 byla Hrabová přiřazena k soudnímu okresu Zábřeh. Ráz vesnice zůstával neměnný. Většinu tvořila slovanská populace a nejvýznamnějším zdrojem obživy byla zemědělská činnost. I tak revoluční rok 1848 připravil obci pozdvižení. Mezi lidmi se šířila legenda, že císař a markrabě Ferdinand zvaný Dobrotivý zrušil robotu, ale že vrchnosti tuto skutečnost poddaným tají. Při výlovu Hrabovského rybníka došlo k potyčce, kdy se zaměstnanci Lichtensteinů museli zamknout do boudy. Mnoho obyvatel z Hrabové a z nedalekých Bohuslavic pak odnesli všechny ryby. Případ pak skončil několikadenními vězeními pro nejagresivnější aktéry.
Na počátku 20. století se v nedalekém Vitošově, který již tehdy správou spadal pod Hrabovou, zakládala škola. Převážně německá obec žádala Hrabovou o finanční podporu. Obecní rada s ohledem na národnostní příslušnost podporu odmítla. Jinými slovy: obecní rada nechtěla podpořit založení německé školy. Ve Vitošově i tak škola vznikla a to díky patronaci tamního továrníka Franze Schmeissera. Škola ve Vitošově se stala obci Hrabová trnem v oku, protože do ní docházely i některé hrabovské děti. Tehdy běžný jev, kdy Slované posílali své děti do německých škol, aby se odmalička naučily němčinu. Tyto děti pak měly výhodu dvojjazyčnosti. Nic méně na základě Moravského paktu, měla být tato praxe minimalizována. Obec Hrabová poslala rekurs na Zemskou školní radu a po té i na říšské Ministerstvo kultu a vyučování. Stížnost byla zamítnuta. Vitošovská škola byla vedena jako privátní a nepodléhala zemským ani říšským nařízením. Až na tento střet neměla Hrabová s Němci problém a soužití obou etnik lze nazvat bezkonfliktní. I v Hrabové žilo několik německých a smíšených rodin.
První světová válka postihla Hrabovou jako jiné obce. Nucené odvody a válečné hospodářství postavilo mnoho rodin do existenčních problémů. Kronika uvádí obrovský hlad, kdy se jídlo připravovalo i z dříve nemyslitelných ingrediencí.Muži si často poškozovali zdraví, aby se vyhnuli odvodu. Celkem si první světová válka vyžádala život 20 hrabovských mužů. Z toho 18 na straně císařství a 2 mezi legionáři. Informace o vzniku Československého státu do Hrabové dorazila hned 28. října 1918. Obec chtěla významný den oslavit slavnostním průvodem, ale brzy po jeho zahájení vypukl v obci požár, který spontánní akci ukončil.
První republika přinesla do Hrabové všeobecný trend "pryč od Říma". Propaganda Československého státu definovala katolickou církev jako zdiskreditovanou a spjatou s monarchií. Ještě roku 1918 byla založena Českobratrská církev evangelická do které pak konvertovalo mnoho katolíků. Ač bez vlastní stavby byla již roku 1920 v obci založena kazatelská stanice a následujícího roku byly již v Hrabové pravidelné nedělní bohoslužby. Ty se konaly v místní škole, popřípadě i v sokolovně. Roku 1923 byl založen hrabovský farní sbor jehož správcem se v prosinci téhož roku stal vikář Rudolf Šedý. Z jeho iniciativy pak byl mezi roky 1924 - 1933 postaven monumentální kostel, jehož architektem byl Oldřich Líska z Hradce Králové.
Za protektorátu byl v Hrabové ustanoven starostou Franz Friedrich (z Vitošova) a jeho tajemníkem Gottlich Junghaus (z Hrabové). Oba Němci jak tomu na těchto pozicích v okupované zemi ani nemohlo být jinak. Oba se však snažili, aby byl dopad války na obec co nejmenší. Aktivně pomáhali a i díky nim zůstala zachována, alespoň část spolkového života. Gottlieb Junghaus se stal po válce obětí msty a de facto součástí tzv. Leštinského masakru. Leštinští se mstili za smrt svých 5 občanů, kteří byli Němci zajati a zabiti potom, co byl v této obci zastřelen německý důstojník. Zvěrstva leštinských odnesli nevinní Němci z Vitošova a zmíněný tajemník z Hrabové. Zabit by byl nejspíš i starosta Franz Friedrich, ale ten byl několik dní před tím zajat Rudou armádou a internován na Mírovské věznici.
Brzy po válce byla obec přidělena pod správu Dubicka a stejný osud potkal i hrabovské zemědělské družstvo. Roku 1990 po svobodných volbách se obec opět osamostatnila.

## Významné osobnosti
Vratislav Drlík 1886 - 1955; učitel, přírodovědec, publicista, zakladatel Jihomoravského muzea ve Znojmě

## Kulturní památky
Kulturní památky
V katastru obce jsou evidovány tyto kulturní památky:
- kříž (u silnice na jižním kraji vesnice) – klasicistní kamenný kříž z roku 1792
- evangelický kostel – moderní architektura z let 1928–1933, kulturní památkou od roku 2003[7]